# Nœud lymphatique supratrochléaire
Les nœuds lymphatiques supratrochléaires (ou ganglions lymphatiques cubitaux supérieurs) sont des nœuds lymphatiques profonds du bras faisant partie des nœuds lymphatiques cubitaux.
Ils sont situés au niveau du pli du coude à l'extrémité proximale de l'artère ulnaire, souvent à l'arrière de celle-ci.
Ils sont drainés par les nœuds lymphatiques brachiaux.